# Pressing Lajos
Dr. Pressing Lajos, buddhista nevén Lílávadzsra (Veszprém, 1953. december 26. –) pszichológus, buddhista tanító, mesekutató, esszéíró, a magyarországi buddhizmus képviselője.

## Életrajza
Pszichológia és matematika tanulmányokat követően 1977-ben klinikai pszichológusként diplomázott az Eötvös Loránd Tudományegyetemen. 1979-ben bölcsészdoktori, 1982-ben szakpszichológusi címet szerzett. 1978-tól 1987-ig az egykori Országos Ideg- és Elmegyógyintézetben dolgozott pszichológusként. 1979-1984-ig a Kőrösi Csoma Sándor Buddhológiai Intézetben, majd az Árja Maitréja Mandala buddhista rend németországi központjában buddhológia és buddhista papi képzésben vett részt. 
1988-ban egyházi pályára lépett: a Magyarországi Buddhista Misszió papjává szentelték, ekkor kapta a Lílávadzsra nevet. Két évig a Buddhológiai Intézet jóga tanszékének vezetőjeként dolgozott. 1990-ben a németországi Überlingenbe költözött, ahol a gyémántút buddhizmust tanulmányozta és gyakorolta. Vadzsramálával együtt megalapította a Mahákála Oktatási és Meditációs Központot. 1997-ben a magyarországi Buddhista Misszió ügyvivőjévé választották, amit 2012-ig töltött be. 1997-ben dharmatanítói kinevezést kapott, és újjászervezte a Buddhista Misszión belül folyó spirituális képzést. 2007-től rendjének vonalhordozó meditációs mestere lett.
Az 1970-es évek óta számos eredeti írása és szakfordítása jelent meg mind a pszichológia, mind a keleti kultúrák témakörében. Szervező és oktató munkájával, valamint a buddhista szútrák és szertartásszövegek magyar nyelvre fordításával jelentősen hozzájárul a magyar nyelvű buddhista kultúra kibontakoztatásához. Emellett fontos eredeti munkái is megjelennek könyvek és esszék formájában. 2013-tól szellemi tanítóként, jóga- és meditációs oktatóként, valamint szabadfoglalkozású fordítóként, szerkesztőként tevékenykedik.

## Publikációk

#### Önálló könyvek
- Meditáció és Pszichoterápia. A Saturnus archetyposa (Buddhista Misszió Dokumentáció, Budapest, 1985.)
- A yoga-meditáció sajátosságai (Buddhista Misszió Dokumentáció, Budapest, 1986.)
- A boldogság, mint misztérium; A transzformáció mítosza (Buddhista Misszió Dokumentáció, Budapest, 1986.)
- Phoenix. Három előadás. (Buddhista Misszió Dokumentáció, Budapest, 1987.)
- A boldogság, mint misztérium (Orient Press kiadó, Bp. 1993)
- Hová tűntek a csodák? (Orient Press kiadó, Bp. 1994)
- Reggeli üldögélések. (Bodhi füzetek 1. Budapest, Buddhista Misszió, 1995.)
- Az égig érő fa. Szellemi tanítások a magyar népmesékben I. Budapest, Pilis-Print Kiadó, 2009.
- Az élet vize. Szellemi tanítások a magyar népmesékben II. Budapest, Pilis-Print Kiadó, 2011.

#### Szakkönyvek, társszerzőkkel
- Bagdy, E. – Pressing, L. – Bugán, A. – Zétényi, T.: Az MMPI próba: Elmélet és alkalmazás (Akadémiai kiadó, Budapest, 1986)
- Bánki, M. Cs. – Csuhai, K. – Moussong-Kovács, E. – Pressing, L. – Szakács, F. – Tariska, P.: Patopszichológiai Vademecum (Szerk. Szakács, F.., ELTE Bölcsészettudományi Kar jegyzete, Tankönyvkiadó, 1988.)
- Pressing L, Szakács F: Az MMPI próba új magyar standardja. TBZ Programiroda, 1990.

#### Tanulmányok, esszék

##### Önálló tudományos közlemények
- Képi szimbolizációs folyamatok és azok pszichoterápiás alkalmazási lehetőségei. (In: Magyar Pszichológiai Társaság V. Országos Tudományos Konferenciája, előadáskivonatok, 1981)
- Kísérlet a frusztráció-agresszió jelenségkör vizsgálatának kölcsönhatáselvű megközelítésére (Pszichológia, 1982 (2), 4. sz., 519–554. old.)
- Személyiségdiszpozíciók és deviancia. (In: Münnich Iván – Kolozsi Béla [szerk.]: Társadalmi beilleszkedési zavarok. Tájékoztató Bulletin I. Társadalomtudományi Intézet, 1984.)
- Differenciál-diagnosztikai indexek az MMPI próbában a neurózisok elkülönítésére (Ideggyógyászati Szemle, 38, 24–33. old., 1985.)
- A személyiség-szituáció kölcsönhatás problémaköre az interakcionista személyiséglélektani irányzat megvilágításában (Pszichológiai Tanulmányok XVI., 11–51. oldal, Akadémiai Kiadó, Bp. 1985.)
- Az antiszociális prediszpozíció és a deviancia. (In: Münnich Iván [szerk.]: Tanulmányok a társadalmi beilleszkedési zavarokról. Budapest, Kossuth Könyvkiadó, 1988, 197–226. old.)
- A PFT szituációs elemzési módszere (In: Pszichodiagnosztikai Vademecum II. Személyiségtesztek, 1. rész 200–221. old., ELTE Bölcsészettudományi Kar jegyzete, Tankönyvkiadó, 1988.)
- Differenciál-diagnosztikai indexek az MMPI próbában (In: Pszichodiagnosztikai Vademecum, 2. rész 355–372. old., ELTE Bölcsészettudományi Kar jegyzete, Tankönyvkiadó, 1988.)
- Vallás és deviancia (In: Moksony F.-Münnich I. (szerk.) Devianciák Magyarországon, Közélet Kiadó, 1994, 202–223. old.)
- Serdülőkori szökések személyiségháttere. (In: Illyés Sándor – Darvas Ágnes [Szerk.: Beilleszkedési zavarok I-II. Budapest, Nemzeti Tankönyvkiadó, 1997., 205–216. old.)
- Egy ősi kognitív pszichológia alapvonalai – lélektani összefüggések a korai mádhjamaka bölcseletben (In: Pléh, Cs. – László, J. – Oláh, A. (szerk.): Tanulás, kezdeményezés, alkotás. Barkóczi Ilona 75. születésnapjára. Eötvös Kiadó, Budapest, 2001.)

##### Tudományos publikációk társszerzőkkel
- Grynaeusz Eszter – Pressing Lajos: Intézetből és otthonról szökött fiatalkorúak pszichológiai vizsgálata I. Háttértényezők (Magyar Pszichológiai Szemle XLIII., 2. sz., 28-44. old., 1986)
- Pressing Lajos – Grynaeusz Eszter: Intézetből és otthonról szökött fiatalkorúak pszichológiai vizsgálata II. Frusztrációs jellemzők (Magyar Pszichológiai Szemle XLIII., 2. sz., 129-141. old., 1986)
- Grynaeusz Eszter – Pressing Lajos: Intézetből és otthonról szökött fiatalkorúak pszichológiai vizsgálata III. Asszociációs jellemzők és a pszichológiai mutatók faktoranalízise (Magyar Pszichológiai Szemle XLIII., 3. sz., 229-242. old., 1986)
- Császár Gyula – Pressing Lajos: PFT (Picture Frustration Test) vizsgálatok esszenciális hipertóniában (Magyar Pszichológiai Szemle XLIII., 4. sz., 324-334. old., 1986)
- Lukács Dénes - Pressing Lajos: Az énkép és önértékelés vizsgálata (In: Pszichodiagnosztikai Vademecum, 2. rész 37-75. old., ELTE Bölcsészettudományi Kar jegyzete, Tankönyvkiadó, 1988)
- Pressing L - Szakács F - Bánsági P: MMPI-PC-Program. KLIPSZ, Budapest, 1995
- Szakács F - Pressing L - Bánsági P: A Rosenzweig-féle Képes Frusztrációs Teszt (PFT) PC-Programja. KLIPSZ, Budapest, 1997

##### Esszék, publicisztika
- A frusztráció és következményei (Élet és tudomány, 1981 XXXVI. évf., 11. sz., 323–324. old.)
- Jellemrajz és személyiségkép (Élet és tudomány, 1981 XXXVI. évf. 6. sz., 173–174. old.)
- Lélektani tesztvizsgálatok: a megismerés és a kiválasztás. (Élet és tudomány, 1981 XXXVI. évf., 23. sz. 710–712. old.)
- Lélektani tesztvizsgálatok: a felmérés módjai (Élet és tudomány, 1981 XXXVI. évf., 24. sz. 747–748. old.)
- Mi a parapszichológia? (Élet és tudomány, 1981 XXXVI. évf., 25. sz., 779–780.)
- Egyéniség és tudomány. (Recenzió G.W. Allport: A személyiség alakulása, Budapest, Gondolat Kiadó, 1980. c. könyvéről, Pszichológia, I. évf. 1. sz., 1981, 146–153. old.)
- Akadályelhárítók és megtorpanók (Élet és tudomány, XXXVII. évf., 1982)
- A rákbetegség lelki háttere (Élet és tudomány, XXXVII. évf., 1982)
- Miért szeretjük Moncsicsit? (Az Élet és Tudomány Kalendáriuma 1983, Budapest, Hírlapkiadó vállalat, 1983, 229–233. old.)
- A pszichoanalízis és a nemiség. (In: Oláh Tamás [szerk.]: Fejezetek a szexualitás történetéből. Budapest, Gondolat Kiadó, 1986, 220–225. old.)
- A sötét korszak és a szellemi megvakulás a keleti bölcselet tükrében (in: Párbeszéd a sötétről,“Más Szemmel” Alapítvány, Budapest 1996, 11-46. o.)
- Erinnerung. (In: Mahakala Nachrichten, 1995/nov. Magyarul: Emlékezés. Kör-levél. A Buddhista Misszió, Magyarországi Árya Maitreya Mandala Egyházközösség tájékoztatója, 3. sz., 1996/2, 3–5. old.)
- Freiheit und Macht. (In: Mahakala Nachrichten, 1996/ápr. Magyarul: Szabadság és hatalom. Kör-levél. A Buddhista Misszió, Magyarországi Árya Maitreya Mandala Egyházközösség tájékoztatója, 10. sz., 1998/1, 3–5. old.)
- Edénnyé válni. (In: Kör-levél. A Buddhista Misszió, Magyarországi Árya Maitreya Mandala Egyházközösség tájékoztatója, 6. sz., 1997/2, 3–8. old.)
- Utószó Szegő György: Privátfotó szimbólumszótár c. könyvéhez (Theater Art Fotó Kiadó, Bp. 1998)
- A szellemi megvalósítás útjai az ősi Indiában. (Előadás a Szintézis Szabadegyetemen, Budapest, 1999. Szinopszis).
- A buddhista meditáció módszerei. (Előadás a Szintézis Szabadegyetemen, Budapest, 2000. Szinopszis)
- A keleti vallások tanítása a természetről (Előadás a Védegylet által szervezett „Vallás és ökológia” c. konferencián, Dobogókő, 2001. Szinopszis.)
- Meditáció a Résztvevő Istenről I. (In: Kör-levél. A Buddhista Misszió, Magyarországi Árya Maitreya Mandala Egyházközösség tájékoztatója, 25. sz., 2002/1, 3–13. old.)
- Találkozások a Bölcsesség Óceánjával. (Az Őszentsége a XIV. Dalai Lámáról szóló fotókiállítás megnyitója, 2002, Sambhala.)
- Meditáció a Résztvevő Istenről II. (In: Kör-levél. A Buddhista Misszió, Magyarországi Árya Maitreya Mandala Egyházközösség tájékoztatója, 28. sz., 2002/4, 3–15. old.)
- A Buddha közép-útja Közép-Európában. (Előadás a „Kelet és Nyugat szellemiségének találkozása Közép-Európában c. nemzetközi kongresszuson, Budapest 2002. Szinopszis.)
- Tradíció és megújulás a buddhizmusban. (Előadás a Tan Kapuja Buddhista Főiskola házi konferenciáján, Budapest 2003. Szinopszis.)
- Újjáéledő spiritualitás (Magyar Építőművészet, 2003/6. sz., Utóirat, 38-40. old.)
- Bátorfi Andrea Kiállítása (Új Művészet XV. 7. sz., 42. old., 2004.)
- A női és a férfi, a látható és a láthatatlan az indiai mitológiában és művészetben (In: Szellemi ösvények az új évezredben, Cédrus kiadó, Bp. 2004.)
- Úton a Méru-hegy felé (In: Kör-levél. A Buddhista Misszió, Magyarországi Árya Maitreya Mandala Egyházközösség tájékoztatója, 36. sz., 2005/2, 3–15. old.)
- A hagyományvonal jelentése és jelentősége (In: Kör-levél. A Buddhista Misszió, Magyarországi Árya Maitreya Mandala Egyházközösség tájékoztatója, 37. sz., 2005/3, 3–15. old.)
- Mindannyian láncszemek vagyunk (In: Kör-levél. A Buddhista Misszió, Magyarországi Árya Maitreya Mandala Egyházközösség tájékoztatója, 39. sz., 2006/1, 3–20. old.)
- A vonal-ima gyakorlata és a guru mint módszer (In: Kör-levél. A Buddhista Misszió, Magyarországi Árya Maitreya Mandala Egyházközösség tájékoztatója, 41. sz., 2006/3, 3–18. old.)
- Éber hétköznapok (In: Kör-levél. A Buddhista Misszió, Magyarországi Árya Maitreya Mandala Egyházközösség tájékoztatója, 43. sz., 2007/1, 3–16. old.)
- Az evolúcióról buddhista szemmel (Ökotáj, 2007, 37–38. szám, 35–43. o.)
- A buddhista sztúpa – spirituális építészeti elvek (Magyar Építőművészet, 2007/4. sz., Utóirat, 11-16. old.)
- Pars Pro Toto. (Élet és Irodalom, 2008. május 23.)
- Az indiai tantra világképe (Jóga – India világa 3., Ursus Libris Kiadó 2008, 78-94. o.)
- Kezdet és vég, idő és időtlenség buddhista szemmel (in: 2012 - Az idő közel..., Pilis-Print Kiadó, Budapest 2008, 135-158. o.)
- Vég nélküli leborulás (In: Kör-levél. A Buddhista Misszió, Magyarországi Árya Maitreya Mandala Egyházközösség tájékoztatója, 45. sz., 2008/1, 3–20. old.)
- Minden más, mint aminek látszik (In: Kör-levél. A Buddhista Misszió, Magyarországi Árya Maitreya Mandala Egyházközösség tájékoztatója, 46. sz., 2008/2, 3–19. old.)
- Antidiszkrimináció a buddhista Dharmában (Előadás a „Vallási sokféleség és a vallási antidiszkrimináció jogi szabályozása a magyarországi és a határon túli vallási közösségek tapasztalatainak és teológiájának tükrében” című, Oktatási és Kulturális Minisztérium által szervezett konferencián. Budapest, 2009. Szinopszis.
- Klang und Stille in der Meditation. Vortrag am Tagung der Akademie der Diözese, Stuttgart, 2009. Synopsis.
- Am Anfang war das Wort – Der schöpferische Klang in den spirituellen Traditionen des alten Indien. Vortrag am Tagung der Akademie der Diözese, Stuttgart, 2009. Die Synopsis erschien unter dem Titel „Brahman als Klang” im Chronik der Akademie der Diözese, Rottenburg-Stuttgart, 2010, 24–26. old.
- A közösség jelentősége a szellemi úton. (In: Dharma – a nyugati buddhizmus lapja, 2. sz. 2010/2, 16–22. old.)
- Fény fakadás (Katalógusszöveg Bátorfi Andrea Táguló című kiállításához. Kiadó: Millenáris Nonprofit Kft., Budapest, 2010.)
- Van-e a hamburgernek Buddha-természete? (In: Jeszenicky Ildikó – Csörgő Zoltán: Dharma-karma. Tisztelgő kötet Mireisz László 60. születésnapjára. Budapest, Harmadik Évezred Kiadó – Ganapati Kiadó, 2010, 216–241. old.)
- A titok szépsége. Kovács Zsuzsa Drölma textil kiállításának megnyitó beszéde. (In: Dharma – a nyugati buddhizmus lapja, 4. sz. 2011/2, 29–31. old.)
- Halandó lét, halhatatlan élet (In: Dharma - a nyugati buddhizmus lapja 14. sz., 2015)

#### Fordítások (A teljesség igénye nélkül)

##### Szakfordítások
- Serpell, Robert: Kultúra és viselkedés. Budapest, Gondolat Könyvkiadó. 1981. 186 old.
- Czigler István – Gefferth Éva (szerk.): A tanulás és emlékezés pszichológiája. Szöveggyűjtemény II. Budapest, Tankönyvkiadó Vállalat, 1981 (társfordítókkal)
- Neveléslélektan I. Szöveggyűjtemény (társfordítókkal). Budapest, Tankönyvkiadó Vállalat, 1981
- Neveléslélektan II. Szöveggyűjtemény (társfordítókkal). Budapest, Tankönyvkiadó Vállalat, 1981
- Murrell, Hywel: Ember és gép. Budapest, Gondolat Könyvkiadó. 1982. 166 old.
- Peck, David – Whitlow, David: Személyiségelméletek. Budapest, Gondolat Könyvkiadó. 1983. 175 old.
- Szakács, F. (szerk.): Személyiséglélektani szöveggyűjtemény IV/1. Személyiségdimenziók mérése (társfordítókkal). Budapest, Tankönyvkiadó Vállalat, 1983
- Szakács, F. – Kulcsár, Zs. (szerk.): Személyiséglélektani szöveggyűjtemény. Alapelvek és méréselmélet (társfordítókkal). Budapest, Tankönyvkiadó Vállalat, 1985
- Bhikkhu Bodhi: A létesülés gyökere. A mulapariyaya sutta szövege és kommentárjai. Budapest, Orient Press, 1987/1996, 123 old.
- Wilhelm, Richard: Ji King. A Változások Könyve I-III. kötet. Budapest, Orient Press, 1992, 769 old.
- Bhikkhu Bodhi: A nézetek mindent felölelő hálója. A Brahmajala Sutta szövege és kommentárjai.Budapest, Orient Press, 1993, 347 old.
- Nyanaponika Thera: A buddhista meditáció szíve. A Satipatthana Sutta szövege és kommentárjai - A Buddha éberség-útján alapuló szellemi gyakorlatok kézikönyve. Budapest, Orient Press, 1994, 216 old.
- Vajramálá: Istenség-jóga a vadzsrajána buddhizmusban. Bodhi füzetek 2. Budapest, Buddhista Misszió, 1996, 77 old.
- Hookham, Shenpen: A buddhista ürességmeditáció fokozatai. (Hargitai Gáborral közösen). Budapest, Orient Press, 1997, 119 old.
- Namkai Norbu: A tibeti orvoslásról. Budapest, 1998
- Goleman, Daniel: Különleges tudatállapotok a buddhizmusban. (Hargitai Gáborral közösen). Bodhi füzetek 3. Budapest, Buddhista Misszió, 1998, 69 old.
- Iyengar, B. K. S.: Jóga új megvilágításban. Budapest, Saxum Kiadó, 1999/2010, 459 old.
- Jung, Carl Gustav: A nyugati és a keleti vallások lélektanáról. Budapest, Scolar kiadó, 2005., 672 old.
- Arthur Avalon (Sir John Woodroffe): A kígyóerő. A kundalini-jóga elmélete és gyakorlata. Budapest, Saxum kiadó, 2014, 398 old.
- Iyengar, B. K. S.: A Jóga-szútrák szíve. Budapest, Saxum kiadó, 2014, 312 old.
- Patrul Rinpocse: Tökéletes tanítóm szavai (Budapest, Satori-Book Bt., 2017)

##### Szútrák
- Múlaparijája szutta – A létesülés gyökere (1987)
- Brahmadzsála szutta – A nézetek mindent felölelő hálója (1993)
- Szatipatthána – A buddhista meditáció szíve (1994)
- A harmadik pátriárka szútrája (1997)
- Pradnyápáramitá-hridaja szútra (A Transzcendens Fölismerés Szíve szútra, 1996)
- Aranavibhanga-szutta – A konfliktusmentesség kifejtése (Maddzshima nikája, 139., 2002)
- Szappurisza sutta – Az igaz emberről szóló tanítóbeszéd (Maddzshima nikája 113, 2003)

#### Szerkesztés, kontrollszerkesztés
- A relaxáció gyakorlata és a komplex pszichoterápiás ellátás. A Relaxációs és Komplex Pszichoterápia és Munkacsoportok 1984. ápr. 19. és 20-i tudományos ülésének előadásai. (Szőnyi Magdával közösen). Kézirat, 1984, 250 old.
- Serab Gyalcen Amipa Láma: A lótusz megnyitása. Szellemi képzés a tibeti szakjapa hagyományban. Budapest, Orient Press, 1990, 194 old.
- Govinda, Láma Anagarika: A korai buddhista filozófia lélektani attitűdje és annak szisztematikus bemutatása az Abhidhamma hagyománya alapján. Budapest, Orient Press, 1992, 248 old.
- Bodhi, Bhikkhu: A nemes nyolcrétű ösvény. Budapest, Orient Press. 1993 / Filosz kiadó, 2012
- Liu Ji-Ming: Taoista Ji king. Budapest, Szenzár Kiadó, 2006
- Govinda, Láma Anagarika: Fehér felhők útja. Budapest, Filosz Könyvkiadó, 2009
- Jóga és pilates mindenkinek. Budapest, Reader's Digest Kiadó, 2013, 558 old.